# Tầng Piacenza
| Hệ/ Kỷ                                 | Thống/ Thế   | Bậc/ Kỳ    | Tuổi (Ma) | Tuổi (Ma) |
| -------------------------------------- | ------------ | ---------- | --------- | --------- |
| Đệ Tứ                                  | Pleistocen   | Gelasia    | trẻ hơn   | trẻ hơn   |
| Neogen                                 | Pliocen      | Piacenza   | 2.588     | 3.600     |
| Neogen                                 | Pliocen      | Zancle     | 3.600     | 5.333     |
| Neogen                                 | Miocen       | Messina    | 5.333     | 7.246     |
| Neogen                                 | Miocen       | Tortona    | 7.246     | 11.63     |
| Neogen                                 | Miocen       | Serravalle | 11.63     | 13.82     |
| Neogen                                 | Miocen       | Langhe     | 13.82     | 15.97     |
| Neogen                                 | Miocen       | Burdigala  | 15.97     | 20.44     |
| Neogen                                 | Miocen       | Aquitane   | 20.44     | 23.03     |
| Paleogen                               | Thế Oligocen | Chatti     | già hơn   | già hơn   |
| Phân chia kỷ Neogen theo ICS năm 2017. |              |            |           |           |

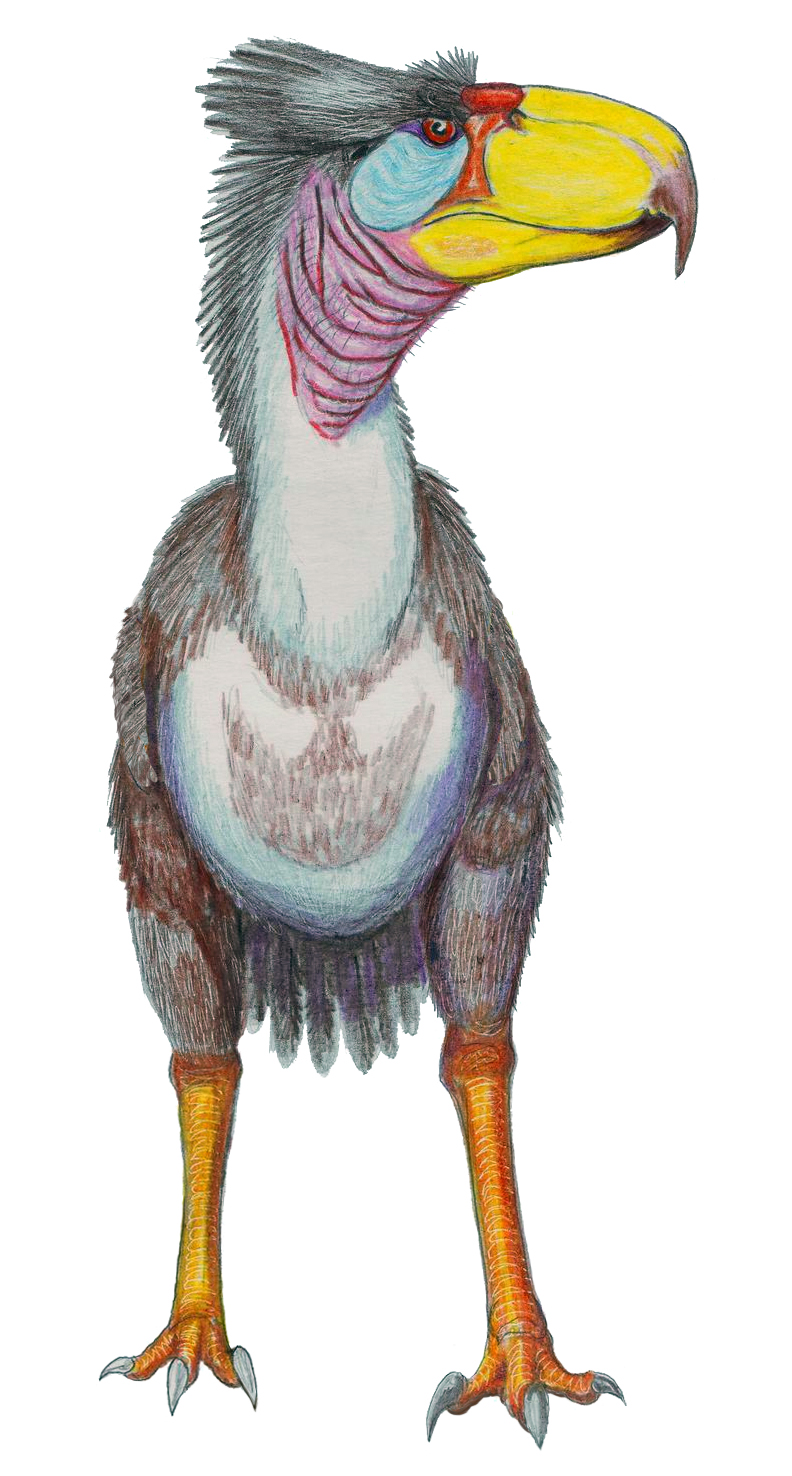
Titanis, một loài chim đất săn mồi tồn tại trong thời kỳ này.

Tầng Piacenza trong niên đại địa chất là kỳ cuối của thế Pliocen, và trong thời địa tầng học là bậc trên của thống Pliocen và của hệ Neogen. Kỳ Piacenza tồn tại từ ~ 3.6 Ma đến 2.588 Ma (Ma: Megaannum, triệu năm trước).
Kỳ Piacenza kế tục kỳ Zancle của cùng thế Pliocen, và tiếp sau là kỳ Gelasia của thế Pleistocen thuộc kỷ Đệ Tứ.